# 4183 Cuno
4183 Cuno eller 1959 LM är en asteroid upptäckt 5 juni 1959 av den tyske astronomen Cuno Hoffmeister i Bloemfontein. Då många jordnära asteroider har fått mansnamn på fyra bokstäver har denna asteroid fått sitt namn efter upptäckaren.
Cunos omloppsbana kommer så nära jordens som 5,2 miljoner kilometer. Så nära kommer den dock inte särskilt ofta. 2012 kommer den av passera så nära som 18,2 miljoner kilometer och 12,6 miljoner kilometer år 2093.